# Camp d'extermini de Chełmno

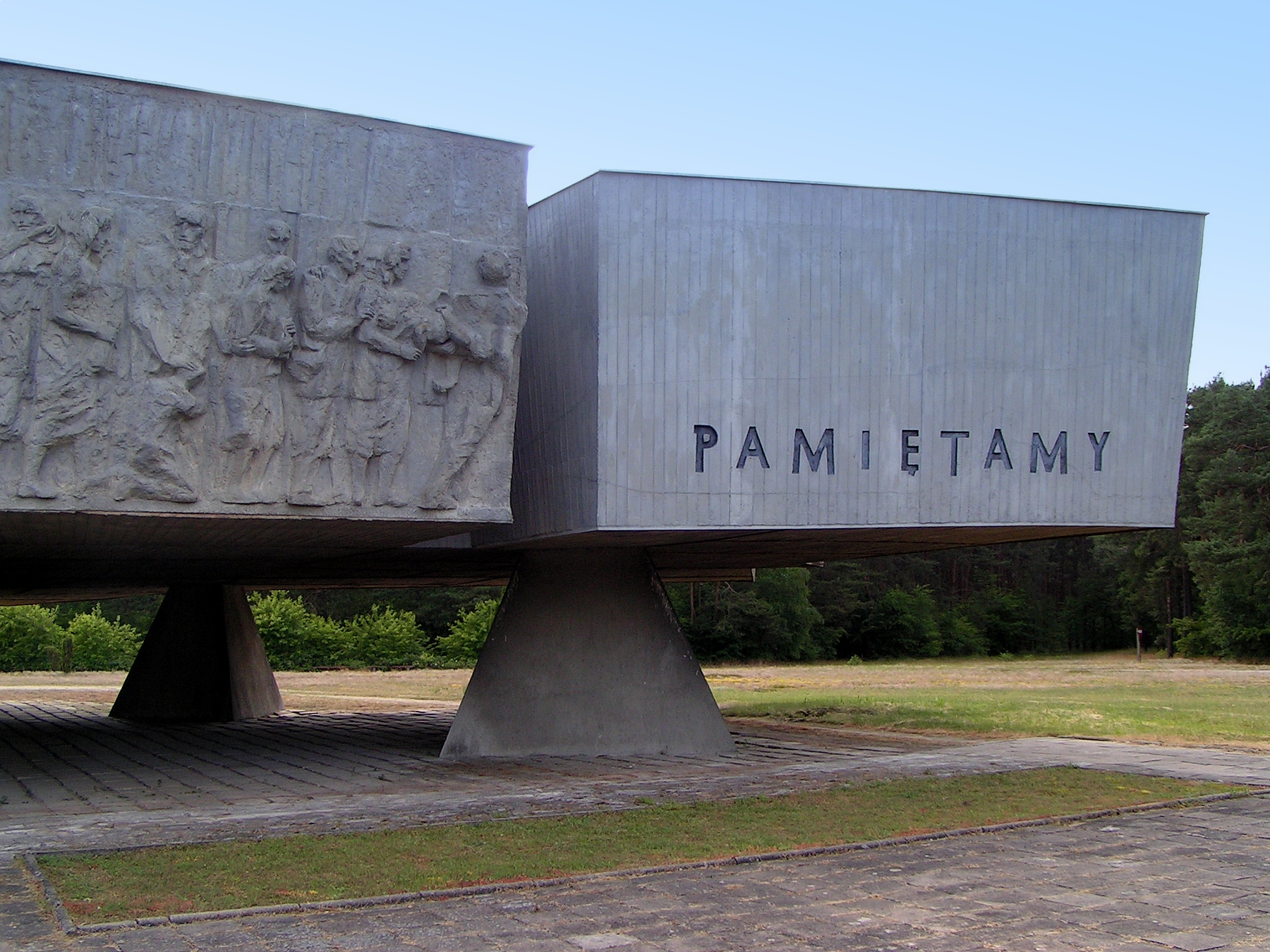
Monument commemoratiu ubicat en el terrany de l'antic camp d'extermini. El lema polonès «Pamietamy» significa «Recordem».

El camp d'extermini de Chełmno va ser un camp d'extermini nazi que estava situat a 70 km de Łódź, prop d'una petita vila anomenada Chełmno nad Nerem (en alemany: Kulmhof an der Nehr), a la Gran Polònia (la qual estava el 1939 annexada i incorporada a Alemanya sota el nom de Reichsgau Wartheland). Va ser el primer camp d'extermini, obert el 1941 per a matar als jueus del gueto de Lodz i Warthegau; va ser el primer camp a usar gas verinós.
Almenys 360.000 persones van ser assassinades en aquest camp, principalment jueus del ghetto de Lodz i els seus voltants, juntament amb gitanos de la Gran Polònia i alguns jueus hongaresos, polonesos, txecs i presoners de guerra soviètics.
El camp de la mort va operar des del 8 de desembre de 1941 fins a abril de 1943, quan va ser tancat i el seu crematori destruït. En la primavera de 1944 va ser restablert i tancat novament en la tardor d'aquest mateix any.